# Borislav
Borislav je moško osebno ime.

## Izvor imena
Borislav je ime slovanskega izvora in je zloženo iz velelnika glagola boriti se in morfema slav.

## Različice imena
- moške različice imena glej pri imenu Boris
- ženska različica imena: Borislava

## Pogostost imena
Po podatkih Statističnega urada Republike Slovenije je bilo na dan 31. decembra 2007 v Sloveniji število moških oseb z imenom Borislav: 391.

## Osebni praznik
Glede na pomensko povezavo bi lahko osebe z imenom Borislav praznovale god takrat kot Borisi.